# Glacier de Marinet
Le glacier de Marinet ou glaciers de Marinet est un glacier de France situé dans les Alpes-de-Haute-Provence, en Ubaye.

## Géographie
Il occupe l'ubac de l'aiguille de Chillol, de l'aiguille de Chambeyron de la pointe des Cirques et du Brec de l'Homme, dans le massif de Chambeyron.
Avec le glacier de Chauvet situé juste à l'ouest de l'autre côté de l'aiguille de Chillol et le glacier de la Blanche sur l'ubac de la tête de l'Estrop au sud-ouest dans le massif des Trois-Évêchés, ils sont les seuls glaciers des Alpes-de-Haute-Provence.

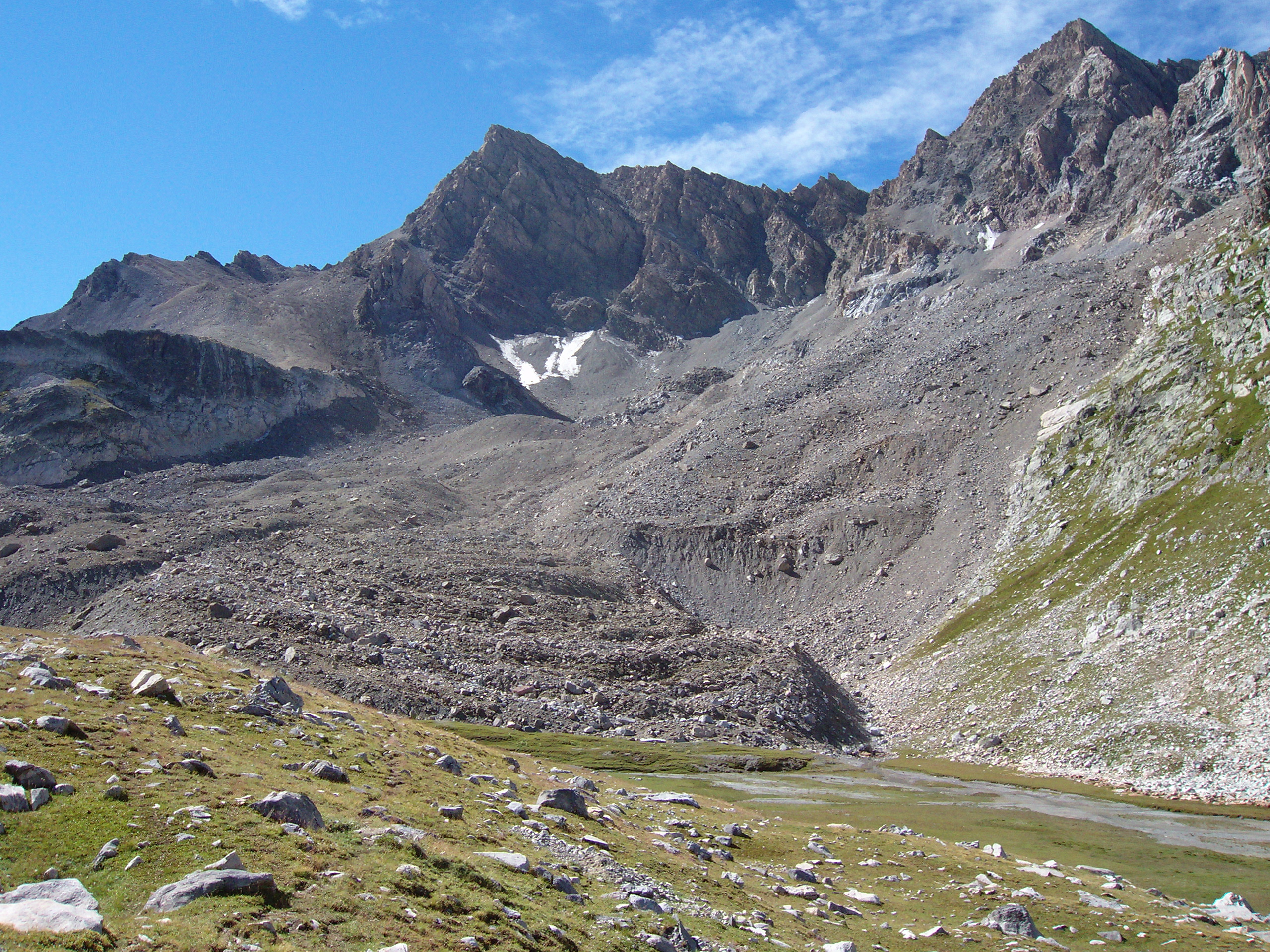
L'aiguille de Chambeyron et le glacier de Marinet depuis les lacs de Marinet au nord.